# バカリ・ガサマ
バカリ・パパ・ガサマ（Bakary Papa Gassama、1979年2月10日 - ）は、ガンビアのサッカー審判員。2007年に国際サッカー連盟 (FIFA) に国際審判員として登録されている。

## 来歴
2012年ロンドンオリンピックに派遣されグループリーグ2試合を担当、さらにメキシコとブラジルの間で争われた決勝でも第4審を務めた。アフリカネイションズカップでは2012年と2013年で主審を務め、2014 FIFAワールドカップ・アフリカ2次予選でも主審を務めた。
2013年3月、FIFAはガサマを2014 FIFAワールドカップの50人の審判候補の1人に指名。 2014年1月15日、FIFAは、彼が本大会の25人の審判の1人になることを発表した。副審のエヴァリスト・メンコウアンデとフェリシエン・カバンダの3名でチームを組み、2014年6月23日に行われたグループB・オランダ対チリの試合を担当した。また、2015年2月8日にガーナとコートジボワールの間で行われた2015年のアフリカネイションズカップ決勝を担当した。
2017年4月27日、ガサマはロシアで開催されたFIFAコンフェデレーションズカップ2017においてCAFから唯一の審判に選ばれた。彼のアシスタントはJeanClaude Birumushahu（ブルンジ）とマルワ・レンジ （ケニア）であると発表され、彼のビデオアシスタントレフリーはMalang Diedhiou （セネガル）に任命された。大会では2017年6月21日に行われたグループAのメキシコとニュージーランドの試合のみ担当した
2018年3月29日、FIFAは、2018 FIFAワールドカップで、副審のJean-ClaudeBirumushahuとマルワ・レンジとともにいくつかの試合を担当することを発表した。